# VIVA-wereldkampioenschap voetbal 2006
Het VIVA wereldkampioenschap voetbal 2006 werd in 2006 gehouden in Occitanië, van 20 november tot en met 24 november. Aan het toernooi deden slechts vier landen mee, wegens problemen met visa en onenigheid met het oorspronkelijke gastland Noord-Cyprus, die een eigen vergelijkbaar toernooi organiseerde in dezelfde periode.

## Deelnemende landen
| Europa                                                         | Afrika                     | Azië                              | Noord-Amerika |
| -------------------------------------------------------------- | -------------------------- | --------------------------------- | ------------- |
| - Gagaoezië - Krim - Monaco - Noord-Cyprus - Occitanië - Saami | - Zanzibar - Zuid-Kameroen | - Kirgizië - Tadzjikistan - Tibet | - Groenland   |

* Na onenigheid tussen de Turks-Cypriotische voetbalbond en de NF-Board, bleven de doorgestreepte teams in Noord-Cyprus om deel te nemen aan het eenmalige toernooi om de ELF Cup.

## Speelsteden
| Stadion           | Plaats     | Capaciteit    |
| ----------------- | ---------- | ------------- |
| Stade Gaby Robert | Costebelle | 900 plaatsen  |
| Stade L’Ayguade   | Hyères     | 600 plaatsen  |
| Stade Perruc      | Hyères     | 1410 plaatsen |

## Groepsfase
| Land          | Wed | Win | Gel | Ver | DV | DT | +/− | Pnt |
| ------------- | --- | --- | --- | --- | -- | -- | --- | --- |
| Saami         | 3   | 3   | 0   | 0   | 24 | 0  | +24 | 9   |
| Monaco        | 3   | 2   | 0   | 1   | 6  | 16 | -10 | 6   |
| Occitanië     | 3   | 1   | 0   | 2   | 5  | 10 | -5  | 3   |
| Zuid-Kameroen | 3   | 0   | 0   | 3   | 0  | 9  | -9  | 0   |

20 november 2006
| Monaco    | 3 - 0 | Zuid-Kameroen | Stade Gaby Robert, Costebelle |
| Occitanië | 0 - 7 | Saami         | Stade Gaby Robert, Costebelle |

21 november 2006
| Saami     | 3 - 0 | Zuid-Kameroen | Stade Gaby Robert, Costebelle |
| Occitanië | 2 - 3 | Monaco        | Stade L’Ayguade, Hyères       |

23 november 2006
| Occitanië | 3 - 0  | Zuid-Kameroen | Stade L’Ayguade, Hyères |
| Saami     | 14 - 0 | Monaco        | Stade L’Ayguade, Hyères |

## Knock-outfase

### Troostfinale
24 november 2006
| Occitanië | 3 - 0 | Zuid-Kameroen | Stade L’Ayguade, Hyères |

### Finale
24 november 2006
| Saami | 21 - 1 | Monaco | Stade Perruc, Hyères |

| 2006 Wereldkampioen |
| ------------------- |
| SAAMI Eerste titel  |

## Topscorers
| No. | Naam            | D | W | D/W¹ | Land  |
| --- | --------------- | - | - | ---- | ----- |
| 1.  | Erik Lamøy      | 6 | 4 | 1,5  | Saami |
|     | Tom Høgli       | 6 | 4 | 1,5  | Saami |
|     | Steffen Nystrøm | 6 | 4 | 1,5  | Saami |